# Piastowo (Ermland-Mazurië)
Piastowo (Duits: Friedrichshof) is een plaats in het Poolse woiwodschap Ermland-Mazurië, in het district Olecki. De plaats maakt deel uit van de landgemeente Kowale Oleckie.